# Cangzhou (ort i Kina)
Cangzhou (kinesiska: 沧州市) är en ort i Kina. Den ligger i provinsen Hebei, i den norra delen av landet, omkring 180 kilometer söder om huvudstaden Peking. Antalet invånare är 7 134 062. Befolkningen består av 3 486 860 kvinnor och 3 647 202 män. Barn under 15 år utgör 17,0 %, vuxna 15-64 år 73 %, och äldre över 65 år 8,0 %.
Runt Cangzhou är det tätbefolkat, med 369 invånare per kvadratkilometer. Det finns inga andra samhällen i närheten. Trakten runt Cangzhou består till största delen av jordbruksmark.
Genomsnittlig årsnederbörd är 705 millimeter. Den regnigaste månaden är juli, med i genomsnitt 268 mm nederbörd, och den torraste är januari, med 3 mm nederbörd.